# Ráday Gedeon (főispán)
Rádai gróf Ráday Gedeon (Pest, 1806. június 23. – Pest, 1873. július 14.) Nógrád vármegye főispánja, a Nemzeti Színház főintendánsa.

## Élete
Ráday Pál királyi táblai ülnök és báró Prónay Ágnes fia. Gondos házi nevelés után Pozsonyban tanult, a jogot pedig Pesten 1823-ban végezte. Az 1825. évi országgyűlés főrendiházában jelen nem lévő atyját képviselte; azután Pest vármegyében szolgált, ahol megyei gyakorlatot szerzett.
Később a megye közgyűlésein szónoklatával kiváló szereplő volt, és a hatalmas ellenzéki pártnak egyik legbátrabb és legtekintélyesebb bajnoka lett, aki az alkotmányos szabadságot és nemzeti jogokat a bécsi önkényes rendszabályok ellenében minden alkalommal erélyesen és következetesen védelmezte. E szónokokat és köztük Rádayt is, részint hűtlenségi, részint becstelenségi perbe fogták. A kormány azonban el nem érhette kitűzött célját, sőt csak még inkább élesztette az ellenszegülést. Pest vármegye Rádayt az 1839. évi országgyűlésre május 31-én, a gróf perbefogatása és üldöztetése dacára, sőt mondhatni, éppen ezért, követévé választotta. Ebből újabb nagy baj lett: a kormány ezúttal a követválasztási szabadságon és képviseleti függetlenségen ejtett sérelmet, s azáltal, hogy Rádayt – mint perben álló egyént – az országgyűlésen való megjelenéstől eltiltotta. Ebből támadt az országgyűlésen a híres Ráday-ügy, ami hosszú ideig hátráltatta a diéta munkáját. Végül, hogy az országgyűlés eredménytelenné ne legyen, úgy oldották meg a casust, hogy Rádayt önkéntes lemondásra bírták, és a sérelem tárgyát megszüntették, erős óvástétel mellett a szabad követválasztás érdekében. Eközben előbb 1838–1840 között az akkor még Pesti Magyar Színház választmányának alelnöke, melyet rövid ideig igazgatott is, majd másodjára 1840-től 1841 húsvétjáig, immár mint a Nemzeti Színház országos felügyelet alá kerülésének biztosításáig regnáló „kormányzó választmány” tagja (báró Orczy György, Simontsits János és Patisz Károly mellett).
A következő, 1844. évi országgyűlésre ismét megválasztották, és ekkor már akadálytalanul jelenhetett meg méltó helyén. Ott 1845 novemberétől újra megbízták a Nemzeti Színház "országos főigazgatói" posztjával, mely ezúttal első ízben, 1845-1847-ben a legnagyobb ügyszeretettel és buzgalommal viselt kormánya alatt élte egyik legszebb virágzási korát. Rendbe hozta a színház rendezetlen és bonyolult viszonyait, jeles művészeket szerződtetett, felölelte a nemzeti drámát és drámairodalmat. Az írókkal, többek közt Vörösmartyval, Bajzával, Fáy Andrással, aki rokona és atyai barátja volt, és a művészek javával szíves baráti érintkezésben élt.
1847-ben mindent megtett Kossuth követté választatása ügyében, s oldalán küzdött a vármegyei asztalnál, mint hű barát és elvrokon. Ő maga 1848-ban a főrendi tábla szabadelvű tagja és helyettes főlovászmester volt, és az alkotmányos miniszterium Nógrád vármegye főispánjává nevezte ki. A szabadságharc után neki is vissza kellett vonulni a közpályától. A Nemzeti Színház „országos főigazgató”ságáról 1849. június végén aligazgatójával, Erdélyi Jánossal együtt lemondott. December 10-én a pesti hadi törvényszék két évi várfogságra ítélte, de Haynau visszaadta szabadságát.
1854-ben megint őt hívták vissza a Nemzeti Színház összezavart ügyeinek rendbehozására, bár politikai egyéniségét Bécsben nem kedvelték. Ő elfogadta a megbízatást, és híven teljesítette feladatát, mindent megtett, amit azokban az időkben tehetett az intézet újból való felvirágoztatására: pénzt gyűjtött az intézet kijavítására, visszahívta a szétszórt, lezüllesztett régi jó művészeket, és újjáteremtette az intézetet. 1860-ig mint „műigazgató” állt a színház élén, majd 1866–1869 között a Nemzeti Színházi Bizottmány alelnöke, végül, 1869-ben, ideiglenes intendánsa volt. Magáról azonban rosszul gondoskodott – bár voltak kritikusai színházvezetésének is. A hazai közügyek miatt gazdaságát elhanyagolta; s neje, Teleki Borbála grófnő korai halála után Ráday vagyonilag mindinkább süllyedt.
Az alkotmány helyreállítása után a jászkunok főkapitányává nevezték ki, de ekkor már egykori szép vagyonát, péceli ősi kastélyát idegen kézen kellett látnia, és végsőségig jutott anyagi zavarai miatt hivatalait meg nem tarthatta, és a közügyektől teljesen visszavonulva, gyászban és szegénységben végezte be egykor oly fényes és kultúrbarát életét. Családi könyvtárát igen jutányos árért a pesti református főiskolának engedte át, melynek mindenkor pártfogója és egyházának már 1836 óta hű gondnoka volt.

## Családja
1829-ben nősült meg, Teleki Borbála grófnőt (1811–1841) vette el, aki öt gyermeket szült neki Miroslav Marek családfája alapján (Péchy Gáspár kutatásai szerint nyolcat):
- Pál (1830–1879); 1. felesége: Klara von Wartensleben grófnő (1831–1853); 2. felesége: Nagy Zsuzsanna (1830–1882)
- Borbála[m 1] (1835–1898)[forrás?]; férje: Szapáry István gróf (1829–1902)[forrás?]
- László (1837–1912); felesége: Szentkereszty Mária bárónő (1848–1905)[18]
- József (?)[forrás?]
- Gedeon (1841–1883); felesége: Philippine von Pergen grófnő (1841–1905)

Ötödik gyermekük születése után 25 nappal azonban Ráday grófné özvegyen hagyta férjét.[forrás?]

## Munkái
Költeményei jelentek meg a Szép-Literatúrai Ajándékban (1821. Serkentés az ifjakhoz, a haza és tudományok szeretetére új esztendőkor, Pozsonyban), az Auróra (1823) és a Hébe (1825–26) zsebkönyvekben.
Beszéde az 1861. június 3-ai országgyűlésen (Pest) az az évi Magyarország című lap 131. számú mellékletében (B. Vay Béla és gr. Csáky Tivadar beszédeivel együtt) található. Többi országgyűlési beszédei a Naplókban és egykorú lapokban vannak.
Van egy fordított színműve is A szerencse gyermeke címmel Birch-Pfeiffer Sarolta Kind des Glücks műve után (mely bemutatója 1860. november 28-án a pesti Nemzeti Színházban volt).